# FK Karaorman Struga
FK Karaorman (makedonski: ФК Караорман) nogometni je klub iz Struge, Sjeverna Makedonija. Trenutačno se natječe u jugozapadnoj skupini makedonske treće lige.

## Povijest
FK Karaorman osnovan je 1923. godine. Osnovali su ga profesionalni omladinci, kao FK Crni Drim. Ime je dobio po istoimenoj rijeci. Jedan od osnivača kluba bio je i poznati makedonski slikar Vangel Kodžoman. Nakon Drugog svjetskog rata klub dobiva današnji naziv Karaorman. U svojoj povijesti klub je jednom igrao u Prvoj makedonskoj nogometnoj ligi: 1993./94. Nastavio je igrati u Drugoj ligi s kraćim razdobljem kada je bio u Trećoj ligi – Jugozapad u koju se ponovno vratio nakon sezone 2007./08. kada je ispao iz Druge lige.
Utakmice se igraju na stadionu "Gradska plaža" koji ima kapacitet od 2500 gledatelja.
Boja kluba je crvena.
Navijačka skupina zove se Patkari.

## Vanjske poveznice
- Stranica kluba na macedonianfootball.com